# Hasso Plattner Foundation
Die Hasso Plattner Foundation ist eine 2015 durch den Unternehmer und Mäzen Hasso Plattner gegründete gemeinnützige Stiftung, die in den Bereichen Wissenschaft, Bildung, Soziales, Naturschutz, Kunst und Kultur aktiv ist. Sie hat ihren Sitz in Potsdam.

## Geschichte
Der Unternehmer Hasso Plattner war auch vor Gründung der Hasso Plattner Foundation in vielfältiger Weise philanthropisch tätig. So gründete er bereits 1998 in Potsdam das Hasso-Plattner-Institut. Hinzu kam als Erweiterung 2007 die HPI School of Design Thinking nach dem Vorbild des Hasso Plattner Institute of Design an der Stanford University in Palo Alto. Den Ausschlag zur Gründung einer eigenen Stiftung gab die von Bill Gates und Warren Buffett ins Leben gerufene Initiative Giving Pledge, in der sich weltweit Milliardäre verpflichten, mehr als die Hälfte ihres Vermögens für gemeinnützige Zwecke einzusetzen. Plattner schloss sich 2013 dieser Initiative an. 2015 kam es zur Gründung der Hasso Plattner Foundation, die seither mehr als fünfzig Projekte in über zwanzig Ländern unterstützt hat.

## Organe der Stiftung
Die Leitung der Stiftung erfolgt durch die beiden Organe Stiftungsrat und Stiftungsvorstand. Der Stiftungsrat berät und beaufsichtigt den Stiftungsvorstand, genehmigt den Jahresabschluss und entscheidet über die Strategie der Stiftung. Während Mitglieder der Familie Plattner dauerhaft dem Stiftungsrat angehören, ist die Amtszeit der anderen Mitglieder zeitlich begrenzt. Der Stiftungsvorstand ist verantwortlich für den operativen Bereich. Der Stiftungsgründer Hasso Plattner ist in den Stiftungsorganen vor allem beratend tätig.

## Tätigkeitsbereiche der Stiftung

### Wissenschaft und Bildung
Zur Hasso Plattner Foundation gehört das Hasso-Plattner-Institut (HPI), das als eigenständige Fakultät der Universität Potsdam angegliedert ist. Angeschlossen ist die HPI Research School in Potsdam mit internationalen Außenstellen in Irvine (Kalifornien), Haifa, Kapstadt und Nanjing. 2022 lehrten am Hasso-Plattner-Institut und seinen Einrichtungen 22 Professoren sowie 50 Gastprofessoren und Lehrbeauftragte. Die Zahl der Studierenden betrug 700.
Seit 2017 arbeitet das HPI Digital Health Cluster als Forschungsnetzwerk im Bereich der Gesundheits- und Humanwissenschaften in Verbindung mit den Datenwissenschaften, der Digitaltechnik und der Gesellschaft. Ziel ist es, „patientenzentrierte und datengetriebene Methoden und Verfahren interdisziplinär zu erforschen, um digitale Technologien in Medizin, Gesundheitswesen und -versorgung einzusetzen und weiterzuentwickeln.“ Seit März 2019 besteht im Medizinbereich mit dem Hasso-Plattner-Institut für digitale Gesundheit am Mount Sinai (HPI-MS) ein enger Austausch mit Forschenden am Mount Sinai Hospital (New York). Das 2018 gegründete Projekt Data4Life widmet sich an den Standorten Potsdam, Berlin und Singapur der digitalisierten Gesundheitsforschung.

### Soziales und Naturschutz
Bereits seit 2008 ist die Sabine Plattner African Charities (SPAC) tätig. Sie setzt sich für den Naturschutz in Afrika ein, insbesondere im Nationalpark Odzala in der Republik Kongo. Der Fokus liegt in der Bildungsarbeit, wobei beispielsweise Lehrerkräfte und Akademiker als Multiplikatoren gefördert werden. Im Bereich der frühkindlichen Entwicklung wird eine ganzheitliche Vorschulerziehung angeboten. In sechs weiteren afrikanischen Ländern soll das EduConservation-Programm mit Schulungen und Bildungsmaterialien für Lehrkräfte das Bewusstsein für den Umweltschutz stärken.
Das 2016 gegründete Projekt Embark in Knowledge ist in der Jugendarbeit in der Republik Südafrika aktiv. 2018 wurde das Inkcubeko Jugend- und Wissenschaftszentrum in Thembalethu (George Local Municipality) gegründet, das Jugendprogramme in den Bereichen Wissenschaft, Bildung und Gesundheit anbietet. Seit 2014 arbeitet die Hasso Plattner Foundation zusammen mit dem Projekt Leadership for Conservation in Africa (LCA). Schwerpunkt ist hierbei vor allem der Schutz von Regenwäldern und weiteren Ökosystem südlich der Sahara. Weiterhin unterstützt die Hasso Plattner Foundation die 1926 gegründete  Kinderschutzorganisation George Child & Family Welfare (GCFW), die sich der Sozialarbeit bei pflegebedürftigen Kinder und ihren Familien widmet.

### Kunst und Kultur
Die Hasso Plattner Foundation betreibt über die Museen der Hasso Plattner Foundation gGmbH das Museum Barberini und Das Minsk Kunsthaus in Potsdam. Das Museum Barberini hat die Hasso Plattner Foundation im äußerlich rekonstruierten Palais Barberini errichtet. Das 2017 eröffnete Museum Barberini zeigt jährlich zwei bis drei Sonderausstellungen und beheimatet seit 2020 Werke des Impressionismus und Postimpressionismus aus der Sammlung Hasso Plattner. Die Ausstellungen werden von wissenschaftlichen Konferenzen begleitet. Zudem bietet das Museum verschiedene Digitalangebote und pädagogische Programme an.
Das Minsk Kunsthaus in Potsdam ist ein in den 1970er Jahren ursprünglich als Restaurant errichtetes Gebäude, das nach Jahren des Leerstandes und einem Umbau seit Herbst 2022 museal genutzt wird. Neben Werken von Künstlern der DDR aus der Sammlung Plattner zeigt das Haus Ausstellungen aus den Bereichen der modernen und zeitgenössischen Kunst.
Das 2017 in New York begründete Wildenstein Plattner Institute (WPI) ist hervorgegangen aus dem ursprünglich 1970 vom Kunsthändler Daniel Wildenstein in Paris begründeten Wildenstein Institute. Es hat zu mehreren Künstlern Werkverzeichnisse veröffentlicht und verfügt über ein umfangreiches Archiv in diesem Bereich. Seit der Neugründung arbeitet das WPI vor allem an der Digitalisierung und weiteren Veröffentlichungen von Werkverzeichnissen.